# Hieracium comatuloides
Hieracium comatuloides là một loài thực vật có hoa trong họ Cúc. Loài này được (Zahn) Schljakov mô tả khoa học đầu tiên năm 1966.